# Cesura
La cesura és una pausa enmig d'un vers d'art major, per la qual queda dividit en dues meitats o hemistiquis. Aquesta pausa pot venir marcada per diversos procediments:
- Una aturada a la tira fònica.
- Un signe de puntuació.
- Un canvi de frase.
- Una rima interna.

Es marca amb una línia diagonal o doble vertical i cada hemistiqui queda subjecte a les regles generals de la mètrica com si fos un vers independent.